# Episodi de I leoni di Sicilia
La prima stagione della serie televisiva I leoni di Sicilia, composta da otto episodi, è stata pubblicata sul servizio di streaming on demand Disney+, come Star Original. I primi quattro episodi sono stati pubblicati il 25 ottobre 2023, con i restanti quattro pubblicati il successivo 1º novembre. La serie successivamente viene anche trasmessa in prima tv in chiaro su Rai 1 con due episodi dal 10 settembre al 1º ottobre 2024 in quattro prime serate. 
| nº | Titolo     | Pubblicazione    | Prima visione     |
| -- | ---------- | ---------------- | ----------------- |
| 1  | Episodio 1 | 25 ottobre 2023  | 10 settembre 2024 |
| 2  | Episodio 2 | 25 ottobre 2023  | 10 settembre 2024 |
| 3  | Episodio 3 | 25 ottobre 2023  | 17 settembre 2024 |
| 4  | Episodio 4 | 25 ottobre 2023  | 17 settembre 2024 |
| 5  | Episodio 5 | 1º novembre 2023 | 24 settembre 2024 |
| 6  | Episodio 6 | 1º novembre 2023 | 24 settembre 2024 |
| 7  | Episodio 7 | 1º novembre 2023 | 1º ottobre 2024   |
| 8  | Episodio 8 | 1º novembre 2023 | 1º ottobre 2024   |

## Episodio 1
Tonnara dell’Arenella, Sicilia, 1830.
Il barone Mercurio Nasca di Montemaggiore è in crisi di liquidità e chiede un prestito al signor Vincenzo Florio offrendo come garanzia la sua tonnara ma l’imprenditore rifiuta.
Bagnara Calabra, 1802. Un terremoto nel cuore della notte scuote e distrugge la casa della famiglia Florio che, ora senza fissa dimora, decide di partire per Palermo in cerca di fortuna.
I fratelli Paolo (con la moglie Giuseppina e il figlio Vincenzo) e Ignazio aprono nella città una putìa (un negozio di aromi e spezie varie), non senza attirarsi le ire dei commercianti del luogo, che si vedono "rubare il lavoro" e la clientela dai Florio; i due fratelli ben presto faranno fortuna, rendendo la loro famiglia una delle più ricche della Sicilia.
Il piccolo Vincenzo viene istruito dal padre Paolo, carismatico ma al tempo stesso despota; l'uomo infatti non si fa scrupoli a trattar male e violentare la moglie Giuseppina, anche davanti agli occhi del fratello Ignazio, da sempre innamorato della cognata. La brama di espansione di Paolo è tanta, ma ben presto si ammalerà di tubercolosi morendo e lasciando tutto in mano al fratello.
Tonnara dell’Arenella, Sicilia, 1830.
Il barone Mercurio Nasca di Montemaggiore cede la sua proprietà a Vincenzo Florio.
- Ascolti: telespettatori 2 548 000 – share 15,2%%[2].

## Episodio 2
Vincenzo cresce sotto gli insegnamenti dello zio Ignazio, che dopo la morte del fratello Paolo, come da sue volontà, lo tratterà come fosse suo figlio. Il business dei Florio continua a fiorire, con Vincenzo che crescendo e compiendo 16 anni diventa il braccio destro dello zio Ignazio. Quest'ultimo si avvicina sempre di più alla cognata Giuseppina, entrambi da sempre innamorati l'uno dell'altra.
Ignazio, dapprima restìo nei confronti del fratello morto, decide di intraprendere una relazione con la cognata, il tutto però all'insaputa di Vincenzo, che nel frattempo intraprende un viaggio di tre mesi in Inghilterra con il barone Benjamin Ingham. Al suo ritorno, Vincenzo scopre tutto, ma Ignazio si sentirà male e morirà per via di un malore: da quel momento Vincenzo diventa l'uomo di casa Florio, in una Sicilia in grave crisi a causa dell’annessione del Regno di Sicilia al Regno di Napoli.
- Ascolti: telespettatori 2 548 000 – share 15,2%%[2].

## Episodio 3
Vincenzo, alla soglia dei 30 anni, è uno degli uomini più ricchi e potenti della Sicilia, ma viene considerato ancora un borghese di poco conto poiché non dispone di alcun titolo nobiliare. La madre gli consiglia quindi di trovarsi moglie, e dopo diverse candidate tutte appartenenti alla nobiltà siciliana, a lui non congeniali, i suoi occhi cadono su Giulia Portalupi, figlia maggiore di un commerciante lombardo, con la quale intraprende un rapporto d'amore consentendole di vivere in una sua proprietà.

## Episodio 4
Giulia è rimasta incinta ma Vincenzo, che non ha intenzione di sposarla, le si nega. I genitori della ragazza decidono di mandarla a Genova a partorire ma la sua e altre navi non vengono fatte partire per l'emergenza colera; il padre sa bene che dietro a questa storia c'è Florio ed è lo stesso Vincenzo a presentarsi a casa loro per chiedere scusa a Giulia la quale finisce per cedere. Dopo non molto Giulia partorisce una bambina ma Vincenzo non è per niente contento perché avrebbe voluto come erede un maschio al quale poter lasciare l'impero che sta costruendo. Vincenzo le promette che la sposerà se gli darà un figlio maschio. La ragazza rimane di nuovo incinta e la madre di Vincenzo va su tutte le furie poiché è contraria alla loro unione ma il figlio va avanti per la sua strada. 
Scoppia però per davvero il colera a Palermo e la gente muore di fame. Vincenzo pensa di trasferirsi fuori città con la famiglia. Giulia partorisce un'altra bambina ma Vincenzo decide di sposarla comunque.

## Episodio 5
Per colpa dell’epidemia tutte le cerimonie sono state rinviate per volere del vescovo e quindi Vincenzo e Giulia non possono ancora sposarsi. Giulia e la suocera vanno a stare nella nuova casa sul mare mentre Vincenzo rimane a Palermo per seguire gli affari. Tutte le navi vengono bloccate per volere dei Borbone fino alla fine dell’emergenza. Florio vuole creare una propria flotta e coinvolge la borghesia palermitana con l’aiuto di Giulia, tornata in città dopo uno scontro avuto con la madre di Vincenzo. I due finalmente si sposano e dopo poco nasce il loro primo figlio maschio che si chiamerà Ignazio come lo zio di Vincenzo.

## Episodio 6
Gennaio 1848. A Palermo scoppiano i primi moti rivoluzionari e Giulia vorrebbe aiutare i dissidenti ma Vincenzo invece vuole mettere in salvo la famiglia perché ha paura che possa succedere qualcosa. I due vengono però fermati dai rivoluzionari e Vincenzo si vede costretto a fare un accordo con Giuseppe La Masa favorendo l’arrivo di un carico di armi. Il capo del gruppo ora però pretende da Vincenzo il suo piroscafo per spostare in un modo più efficace le truppe e in cambio gli regala una mole di oggetti in argento rubati alla Chiesa. Dopo aver foraggiato i rivoluzionari per un anno, Florio si disimpegna poiché ha paura della reazione dei Borbone che infatti nel 1849 riconquisteranno l’isola. Florio viene fatto arrestare su ordine di un Ministro che lo sa che ha sostenuto i ribelli ma viene salvato dall’intervento del luogotenente del Re, il principe Carlo Filangeri, una sua vecchia conoscenza, che in cambio ottiene che il suo piroscafo venga annesso alla Marina Militare del Re.

## Episodio 7
1854. Vincenzo, ormai cinquantacinquenne, è ancora ossessionato dalla ricerca di un titolo nobiliare da accostare al nome dei Florio, visti ancora come putìari (commercianti). La sua primogenita Angela è perennemente in conflitto col padre che vorrebbe darla in sposa al Principe di Torrebruna, in modo tale da ottenere un titolo nobiliare per la famiglia, ma il nobile non sembra interessato. Giulia invece presenta il giovane Luigi De Pace ad Angela mandando su tutte le furie il marito che si oppone perché i De Pace non hanno titolo nobiliare e sono più poveri dei Florio. Angela dice al padre che vuole sposare comunque Luigi. Dopo le richieste pressanti del figlio, della madre e della moglie, Vincenzo acconsente alle nozze. Alla festa però, Ignazio è turbato, perché non sicuro di poter essere un degno erede all'altezza del padre Vincenzo.

## Episodio 8
Giuseppe Garibaldi è ormai alle porte della Sicilia e Vincenzo concede la sua flotta al Re su richiesta del Principe Filangeri. Subito dopo però fa fabbricare i cannoni per i rivoluzionari perché la rivoluzione non si può fermare. I Florio, ancora forti protagonisti della vita economica e sociale della Sicilia, si preparano quindi alla mossa successiva che vedrà l'accostarsi di Vincenzo, ormai anziano, al "partito" rivoluzionario ma motivato in realtà dalla ricerca del profitto personale, per creare un proprio istituto bancario, sotto il neonato Regno d'Italia. 
Intanto Ignazio intraprende una storia d'amore con la francese Camille, ma è sofferente e combattuto tra la scelta di seguire le pressioni "esterne", fatte di ragioni familiari cui il padre lo richiama senza sosta per cedergli in futuro il testimone delle aziende Florio - attraverso la stipula di un matrimonio vantaggioso con una ragazza nobile -  e quelle più personali e interiori che lo porterebbero all'amata Camille, verso un rapporto più autentico e sincero.
Nonostante la preoccupazione di Giulia nel veder correre al figlio il rischio di una vita arida e priva di sentimenti, sacrificati sull'altare del dovere, Ignazio sposa la baronessina Giovanna Dondes, verso cui però non nutre alcun sentimento. Lo sfarzoso matrimonio di Ignazio, per nulla felice, e che in questo incipit di matrimonio con la contessina appare già chiuso in un profondo senso di incomunicabilità, porterà Giulia a perdere definitivamente fiducia nel rapporto col marito e a raggiungere in Francia la figlia Giuseppina, anch'essa andata via di casa dopo una violenta lite con l'austero padre.